# Girolamo Ghinucci
Girolamo Ghinucci (ur. w 1480 w Sienie, zm. 6 lipca 1541 w Rzymie) – włoski kardynał.

## Życiorys
Urodził się w 1480 roku w Sienie. W młodości został kanonikiem kapituły w rodzinnym mieście i klerykiem Kamery Apostolskiej. 16 października 1512 roku został wybrany biskupem Ascoli Piceno. Sześć lat później zrezygnował z zarządzania diecezją i został sekretarzem Brewe Apostolskich. Jednocześnie został nuncjuszem apostolskim w Anglii i ambasadorem Anglii w Hiszpanii. W 1522 roku został biskupem Worcester, choć nigdy nie objął osobiście diecezji. Gdy Henryk VIII zerwał stosunki ze Stolicą Piotrową, Ghinucci został złożony z urzędu w 1535 roku. 21 maja 1535 roku został kreowany kardynałem prezbiterem i otrzymał kościół tytularny Santa Balbina. Rok później został członkiem komisji kardynalskiej, mającej dokonać reformy Kościoła, a w okresie 1538–1539 był kamerlingiem Kolegium Kardynałów. Pełnił rolę administratorem apostolskim Malty (1523–1538), Cavaillon (1537–1540) i Tropei (1538–1541). Wraz z Alessandro Cesarinim i Giovannim de Cupisem został legatem a latere mającym przywrócić pokój pomiędzy Karolem V a Franciszkiem I. Zmarł 6 lipca 1541 roku w Rzymie.